# Parququcha
Parququcha (Quechua: parquy = bewatering, qucha = meer) is een zoetwatermeer in Bolivia. Het ligt 3414 meter boven zeeniveau in de gemeente Vacas, provincie Arani, in het departement Cochabamba .